# Tempora
Tempora — секретная программа компьютерного слежения, созданная в 2011 году и используемая Центром правительственной связи Великобритании (GCHQ) совместно с Агентством национальной безопасности США. Факт существования программы стал известен от бывшего сотрудника АНБ Эдварда Сноудена, предоставившего эти сведения в июне 2013 года газете Guardian.

## Программа
По данным Сноудена, два основных компонента программы Tempora называются «Mastering the Internet» и «Global Telecoms Exploitation», каждый из них ведёт сбор данных из перехватов телефонных разговоров и Интернет-трафика в максимально возможных объёмах. В работе программы используется более 200 оптоволоконных кабелей, полученные данные сохраняются в течение трех дней, метаданные хранятся в течение 30 дней. По утверждениям некоторых британских официальных лиц, объём метаданных в Центре правительственной связи (GCHQ) больше, чем в АНБ. В мае 2012 года 300 аналитикам GCHQ и 250 аналитикам АНБ было поручено обработать массив накопленных данных.
Guardian сообщает, что перехват коммуникаций, в том числе частных, ведётся, невзирая на то, идёт речь о подозреваемых в преступлениях или невинных людях. Tempora ведёт записи телефонных звонков, содержания сообщений электронной почты, записей в Facebook и личных профилей интернет-пользователей. Сноуден отметил, что «это не только проблема США… Они [GCHQ] хуже, чем США».
Создание Tempora было возможно только в секретном партнёрстве с коммерческими компаниями, которые были описаны в документах GCHQ как «партнёры по перехвату». Персоналу GCHQ было приказано скрыть происхождение данных в своих докладах из опасений «политических последствий на высоком уровне».
Адвокаты GCHQ отметили, что невозможно указать общее число людей, прослушиваемых программой Tempora, потому что «это будет бесконечный список, который мы не сможем контролировать».
Запуску Tempora предшествовал трёхлетний испытательный период на базе станции радиоперехвата в Корнуолле. К лету 2011 была создана сеть из 200 линий передачи данных, каждая с пропускной способностью 10 гигабит в секунду. Аналитики АНБ участвовали в тестовых испытаниях, и Tempora была введена осенью 2011 года, при этом сбор данных шёл совместно с АНБ. В настоящее время GCHQ ведёт техническую модернизацию каналов передачи данных, планируя довести их пропускную способность до 100 гигабит в секунду.

## Реакция мирового сообщества
Министерство обороны Великобритании выпустило конфиденциальную памятку для ВВС и других СМИ с просьбой воздержаться от дальнейших публикаций, связанных с утечками информации о программах типа PRISM и британском участии в них.
Американская армия ограничила доступ к веб-сайту Guardian с начала утечки информации о PRISM и Tempora «для того, чтобы предотвратить несанкционированное разглашение секретной информации».
Федеральный министр юстиции Германии Сабина Лойтхойссер-Шнарренбергер написала в твиттере, что считает программу «кошмаром» и потребовала, чтобы европейские институты расследовали это дело.
Ян Филипп Альбрехт, член Европейского парламента от Германии и пресс-секретарь по вопросам юстиции и внутренних дел парламентской группы Зелёные — Европейский свободный альянс, призвал к санкциям против Великобритании за нарушение обязательств, касающихся защиты прав частных лиц применительно к обработке персональных данных в соответствии со статьёй 16 Договоров Европейского Союза.